# Frýdek-Místek
Frýdek-Místek (Duits: Friedeck-Mistek of Friedek-Mistek) is een Tsjechische statutaire stad in de regio Moravië-Silezië, in het district Frýdek-Místek. De stad telt 54.188 inwoners (2023). Frýdek-Místek ligt 20 kilometer ten zuiden van de stad Ostrava en ligt op een hoogte van 291 meter aan de rivier Ostravice. De stad ligt op de grens tussen Silezië en Moravië.

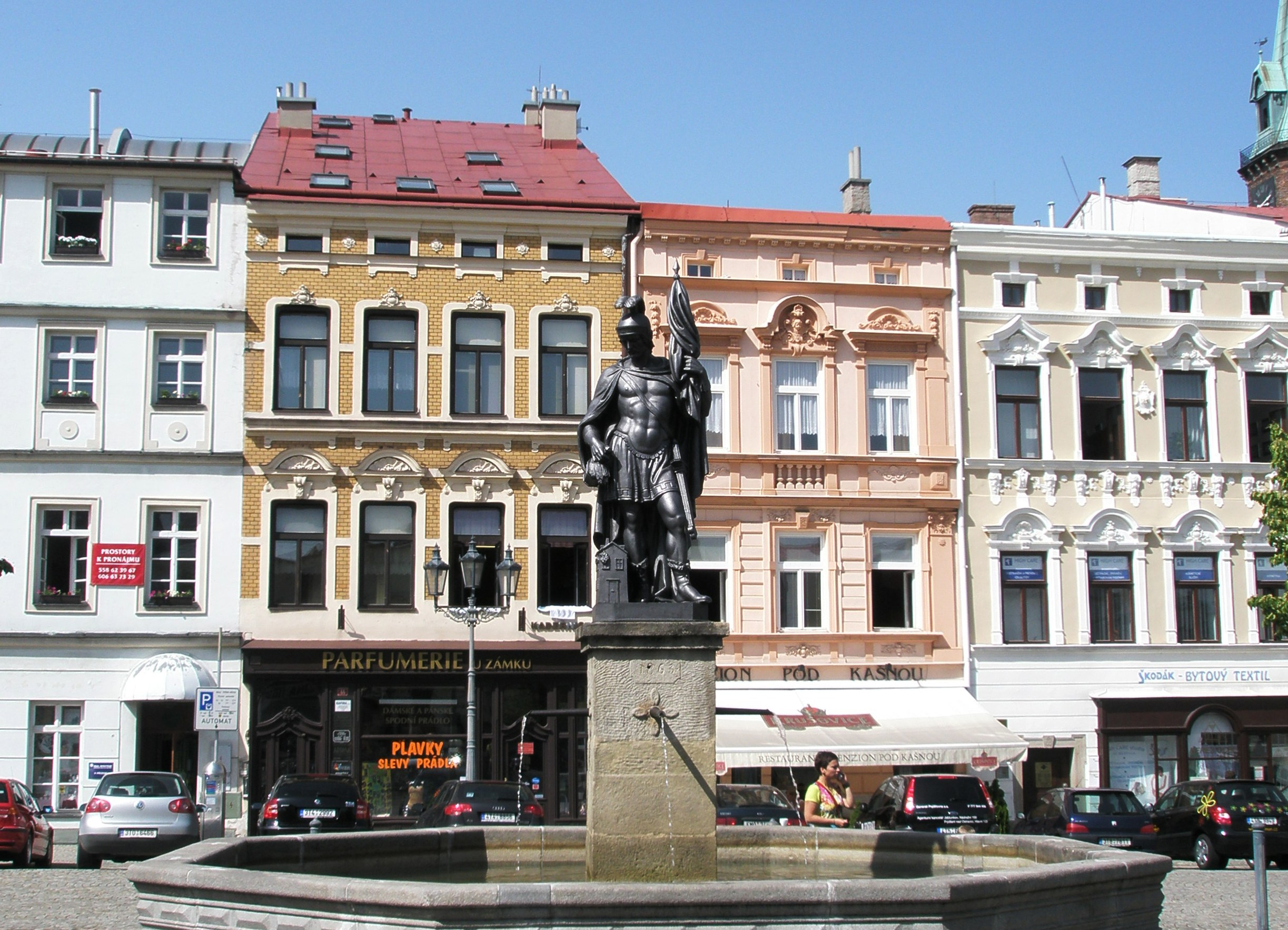
Plein in Frýdek-Místek

## Geschiedenis
- 1943 – De Silezische stad Frýdek (op de rechter oever van de Ostravice) en Moravische stad Místek (op de linker oever van de rivier) worden samen met drie omliggende gemeenten samengevoegd tot de nieuwe stad Frýdek-Místek.
- 2006 – De stad Frýdek-Místek krijgt de status statutaire stad.[1]

## Geboren
- Benno Landsberger (1890-1968), assyrioloog
- Tomáš Galásek (1973), Tsjechisch voetballer
- Denise Milani (1976), Tsjechisch model